# Holy Madre
Holy Madre är en svensk popgrupp som även formerar sig som "Johan Borgert & Holy Madre".

## Diskografi

### Album
- Johan Borgert & Holy Madre - 2004
- Holy Madre - 2006
- Nu är jag ett as - 2010

### Singlar
- Jag Tror Jag Heter Daniel Ikväll 2004
- Du ville betyda något för någon 2005
- Hot om sex 2010
- Smalfilm 2010